# بير إيرلاند برغ وندلبو
بير إيرلاند برغ وندلبو (1927-1981) (بالإنجليزية: Per Erland Berg Wendelbo)‏ هو عالم نبات نرويجي.